# Glyphodes ochripictalis
Glyphodes ochripictalis is een vlinder uit de familie van de grasmotten (Crambidae). De wetenschappelijke naam van deze soort is voor het eerst voorgesteld door Embrik Strand in een publicatie uit 1912.
De soort komt voor in Togo en Tanzania.